# Synsepalum zenkeri
Espèce
Synsepalum zenkeri Aubrév. & Pellegr. est une espèce de plantes à fleurs de la famille des Sapotaceae et du genre Synsepalum. 

## Étymologie
Son épithète spécifique zenkeri rend hommage au botaniste allemand Georg August Zenker, actif au Cameroun à la fin du XIXe siècle, qui la découvrit.

## Localisation
Cette plante tropicale se retrouve généralement dans la forêt du bassin du Congo (le deuxième massif forestier tropical après la forêt amazonienne).
Cette plante a pu être retrouvée dans les zones correspondantes au Cameroun et à la République du Congo.